# Navadna melisa
Navadna melísa (znanstveno ime Melissa officinalis L.) je zdravilna rastlina in začimba, ki uspeva v Sredozemlju; predvsem uspeva v vinorodnem podnebju. 
Samo ime je grškega izvora in sicer melissa pomeni čebela; zaradi bogatih cvetov se čebele rade pasejo na njih in po njih je rastlina dobila ime. Druga ljudska imena za to rastlino so: aselnica, čebeloperka, črnica, maternjak, matičnik, medeni list, medenka, medenika, medovka, oselnica, osenika, rojevnica, srčno zelje, citronska melisa, limonasta meta ...
Raste na suhih tleh na sončni legi na posekah in ob zidovih, kjer je zavarovana pred vetrom.

## Opis melise
Je trajnica, katere grmiček zraste do 80 cm visoko. Prepoznavna je po majhnih belih cvetovih in nazobčanih, izrazito žilnatih listih jajčaste oblike. So svetlo zelene barve, rahlo odlakani in imajo vonj po limoni. Korenine so razrasle in lasaste.
- Čas cvetenja: od junija do avgusta
- Čas nabiranja: junija in julija

## Uporaba
Kot zdravilna rastlina se uporablja za lajšanje oz. zdravljenje želodčnih težav, napenjanja in za pomiritev.
Kot začimba se največkrat uporablja kot dodatek v jedeh in pijačah, v katerih hočejo dodati limonast okus oz. nadomesti uporabo limone. Tako se dodaja ribam, perutnini, solatam ...
Iz melise se z dodatkom sladkorja pripravlja sirup, ki se redči z vodo, da dobimo osvežujoč sok.
Čebelarji meliso že stoletja uporabljajo za privabljanje čebel; nove panje zdrgnejo z melisnimi listi, saj je eterično olje melise zelo podobno nasonovem feromonu in na čebele zato enako učinkuje.